# فرديناند أمير الدنمارك بالوراثة
فرديناند وريث أمير الدنمارك (بالدنماركية: Arveprins Ferdinand)‏ (22 نوفمبر 1792 - 29 يونيو 1863) هو حفيد فريدريك الخامس ملك الدنمارك وكان وريثًا للعرش من عام 1848 حتى وفاته.